# Tokyo Indoor 1986
Il Tokyo Indoor 1986 è stato un torneo di tennis giocato sintetico indoor. È stata la 9ª edizione del Tokyo Indoor, che fa parte del Nabisco Grand Prix 1986. Si è giocato a Tokyo in Giappone dal 20 al 26 ottobre 1986.

## Campioni

### Singolare maschile
Boris Becker ha battuto in finale  Stefan Edberg con il punteggio di 7–6, 6–1

### Doppio maschile
Mike De Palmer /  Gary Donnelly hanno battuto in finale  Andrés Gómez /  Ivan Lendl con il punteggio di 6–3, 7–5